# Sukcesja archiwalna
Sukcesja archiwalna – nazywana też dziedziczeniem; oznacza przejmowanie materiałów archiwalnych w następstwie przejęcia całości lub części kompetencji merytorycznych (bądź terytorialnych) przez inną jednostkę organizacyjną.
Przejęcie zakresu kompetencji lub zadań przez jedną jednostkę organizacyjną od drugiej pociąga za sobą z reguły dziedziczenie akt. Są to nie tylko akta spraw w trakcie załatwiania, bez których sukcesor nie mógłby prowadzić działalności, ale często także akta spraw już dawno zakończonych i zamkniętych, niepotrzebnych do bieżącej działalności, ale sukcesor może, a często wręcz musi, skorzystać z nich w przyszłości. Niejednokrotnie przedmiotem dziedziczenia jest cała produkcja kancelaryjna zlikwidowanej jednostki organizacyjnej.
Sukcesja czynna – akta rozpoczęte przez sukcesodawcę są kontynuowane przez sukcesobiorcę, który włączył je fizycznie (kontynuowanie prowadzenia poszczególnych teczek, poszytów, ksiąg itp.) lub ewidencyjnie do własnej registratury.
Sukcesja bierna – przejęcie dokumentacji i jej przechowywanie, bez podjęcia jej kontynuacji.